# Slaton
Slaton est une ville située au sud-est du comté de Lubbock, au Texas, aux États-Unis,. La ville est fondée en 1911 par O. L. Slaton, un banquier et propriétaire de ranch.

## Démographie
Lors du recensement de 2010, la ville comptait une population de 6 121 habitants. Elle est estimée, en 2016, à 6 062 habitants.

### Source de la traduction
- (en) Cet article est partiellement ou en totalité issu de l’article de Wikipédia en anglais intitulé « Slaton, Texas » (voir la liste des auteurs).